# 佩德罗·马什卡雷尼亚什
佩德羅·马什卡雷尼亚什（葡萄牙語：Pedro Mascarenhas，1470年—1555年6月23日），葡萄牙探險家和殖民地管理者，他於1512年發現迪戈加西亚岛，是第一位發現這個印度洋群島的歐洲人。他也於同年到達過毛里裘斯，但他不是第一位到達毛里裘斯的葡萄牙航海家，因為迪奧戈·迪亞士（Diogo Dias）和阿方索·德·阿尔布克尔克先前的探險航行或者早已發現了毛里裘斯。
马什卡雷尼亚什於1525至1526年期間出任馬六甲（時為葡萄牙的殖民地）的地方首長。1528年，另一位葡萄牙航海家迪奧戈·羅德里格斯（Diogo Rodrigues，羅德里格島以他命名）將、毛里裘斯和羅德里格等島命名為馬斯克林群島（Mascarene Islands），以記念马什卡雷尼亚什。
於1554至1555年他去世之前，马什卡雷尼亚什出任葡萄牙在亞洲佔領地首都－果阿的總督。马什卡雷尼亚什去世後，總督之位由弗朗西斯科·巴雷托（Francisco Barreto）接任。